# 平和祈念事業特別基金
独立行政法人平和祈念事業特別基金（へいわきねんじぎょうとくべつききん、Public Foundation for Peace and consolation, Incorporated Administrative Agency）は、かつて存在した総務省所管の独立行政法人。恩給欠格者、抑留経験者、引揚者を慰労する事業を行ったほか、「平和祈念展示資料館」の管理をしていた（資料館は現在総務省直接管理）。

## 概要
- 所在：東京都新宿区若松町19-1 総務省第2庁舎
- 理事長：青木健（2007年1月1日就任）

## 沿革
- 1988年7月1日 - 平和祈念事業特別基金設立。
- 2003年10月1日 - 独立行政法人化。
- 2010年6月16日 - シベリア特措法こと「戦後強制抑留者に係る問題に関する特別措置法」（平成22年法律第45号）成立により、日本国籍を有する抑留経験者に対する特別給付金支給のためにのみ存続。
- 2013年4月1日 - 根拠法により解散[1]。